# Crkva sv. Ane u Dolu na Hvaru
Crkva sv. Ane se nalazi u istočnoj dolini sela Dol, u njegovom zaselku koji po crkvi nosi ime Dol sv. Ane. Nekad je bila posvećena sv. Barbari.

## Povijest
Crkva se prvi puta spominje u dokumentu iz 1226. pri sklapanju nekog ugovora. Godine 1589. crkva je, pri stvaranju župe Dol, bila dodijeljena župniku kao beneficij. 

## Opis
Najstariji dio crkve je njezin stražnji dio koji je u osnovi mala, jednobrodna romanička crkvica s polukružnom apsidom (postoje i teorije o ranokršćanskom porijeklu ove crkvice). U 16. st. crkva je ruševna pa je u 17. st. bratovština sv. Barbare preuređuje. Tada je nadograđen prednji dio. Današnji oblik crkva dobiva u 20. st. dogradnjom sakristije na sjeveru. Na pročelju crkve se, iznad jednostavnog portala, nalazi mala šesterolisna rozeta, dok je na vrhu zvonik na preslicu. Crkva je nekad bila prekrivena kamenim pločama koje su se sačuvale samo na krovu apside. Oko crkve se nalazi srednjovjekovno groblje.